# IC 5014
IC 5014 هو اصطدام مجري، يقع في كوكبة الطاووس.

## روابط خارجية
- IC 5014 على موقع ويكي سكاي: DSS2, SDSS, GALEX, IRAS, Hydrogen α, X-Ray, Astrophoto, Sky Map, Articles and images